# Auersberger Häuser
Die Auersberger Häuser waren eine Siedlung am Fuße des Auersberges im westlichen Erzgebirge. Sie befanden sich am Osthang des Berges, wo durch die Kleine Bockau ein Grund gebildet wird und östlich der Riesenberg ansteigt. In diesem Auersberger Grund waren seit der Frühen Neuzeit Bergmänner und Zinnseifner aktiv. Es gab mehrere Pochwerke und aus den vorhandenen Hut- oder Zechenhäuser ging die kleine Ansiedlung mitten im Wald hervor.
Am 5. Juni 1648 erhielt der Oberförster aus Burkhardtsgrün die kurfürstliche Genehmigung zur Versetzung der ihm gehörigen Brettmühle von Hundshübel an die Kleine Bockau zwischen Auersberg und Riesenberg.
Bis zum ausgehenden 19. Jahrhundert standen auf einer Bergwiese die Auersberger Häuser, darunter das Huthaus der Großzeche. Durch einen Großbrand 1907 wurden sie vernichtet und danach nicht wieder aufgebaut. Heute erinnern nur wenige Mauerreste an das Vorhandensein dieser früheren Bergbausiedlung.
Unweit der Auersberger Häuser war noch im ausgehenden 19. Jahrhundert ein Meiler aktiv.